# 第5届中国电视剧飞天奖
第五届全国优秀电视剧“飞天奖”评选结果于1985年6月15日上午揭晓，由广播电影电视部委托由中国电视剧艺术委员会承办，评选范围是自1984年3月至1985年2月在中央电视台播出的电视剧。《今夜有暴风雪》《走向远方》成为本届大赢家，发奖大会于1985年10月16日在北京举行。

## 得奖名单

### 电视连续剧
- 一等奖《今夜有暴风雪》
- 二等奖《少帅传奇》《向警予》
- 三等奖《杨家将》《故土》《夜幕下的哈尔滨》

### 单本剧
- 一等奖《走向远方》、《新闻启示录》
- 三等奖《蓝屋》、《强行起飞》、《四个四十岁的女人》

### 电视短剧（小品）
- 《小巷通向大街》

### 儿童电视剧
- 《插班生》《强盗的女儿》

### 单项奖
- 优秀导演：孙周《今夜有暴风雪》
- 优秀编剧：孙卓、王宏《走向远方》
- 优秀男主角：陈剑飞《走向远方》饰周梦远
- 优秀女主角：空缺
- 优秀男配角：孙敏《今夜有暴风雪》饰小瓦匠
- 优秀女配角：郑铮《走向远方》饰杜建英
- 优秀儿童演员：刘青《强盗的女儿》饰桂娃
- 优秀摄像：刘允良《今夜有暴风雪》
- 优秀音响：唐敬睿、杨青青《今夜有暴风雪》
- 优秀音乐：王云之《今夜有暴风雪》
- 优秀照明：张诚、王亚辉、赵斌《走向远方》
- 优秀美术设计：任庚之、奚显廷《少帅传奇》
- 优秀剪辑：倪政伟《新闻启示录》
- 优秀男配音演员：陈汝斌《女奴》（莱昂休）
- 优秀女配音演员：姚锡娟《血疑》（幸子）